# Русские в странах Балтии
Ру́сские в стра́нах Ба́лтии — этническое русское меньшинство, проживавшее на восточном побережье Балтийского моря, в трёх странах Балтии, составляют крупнейшее национальное меньшинство в Латвии (23,66 % в начале 2023 г.) и Эстонии (22,46 % в начале 2023 г.), а в Литве — второе по численности (5,1 % в начале 2022 г.).
Несмотря на социальные, экономические и политические изменения со времён СССР, по состоянию на 2022 год в Эстонии и соседней Латвии, русское меньшинство в процентном отношении, составляет самый большой процент населения среди всех стран мира. Для сравнения по данным переписи населения русские на Украине, в 2001 году составляли 17,3 % населения страны (8 334 100 человек), а в Казахстане, по данным переписи населения Казахстана 2021 года, русские составляли 15,54 % населения страны (2 981 946 человек).

## Демография

Доля русских среди всего населения стран Балтии по данным переписи 2021 года

Известно, что славяноязычное население присутствовало на территории современных стран Балтии: в Риге, Кукенойском и Ерсикском княжестве, — ещё в XI—XIII веках; также оно отмечается в польско-литовских переписях конца XVI века.

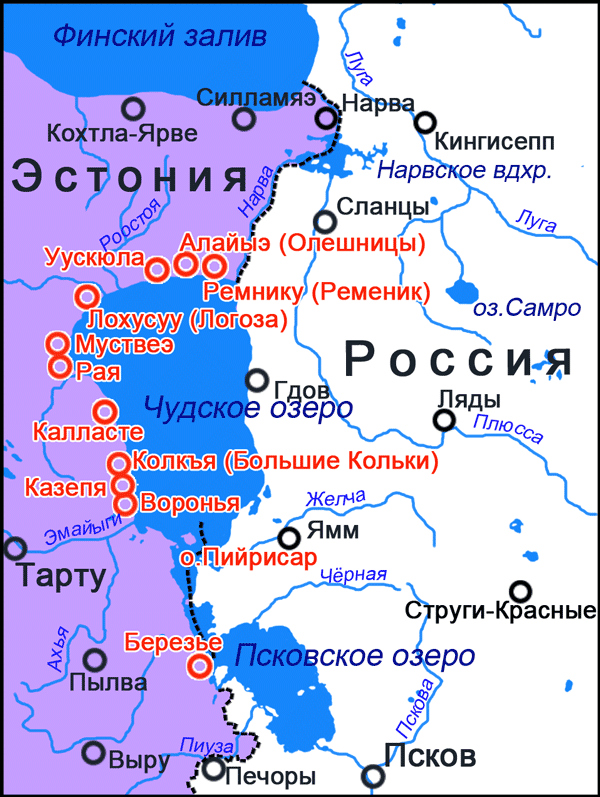
Русские старообрядцы Эстонии
На основе данных
Красным цветом на карте обозначены некоторые населённые пункты русских старообрядцев в Эстонии

Значительные русские общины непрерывно существуют в Прибалтике по меньшей мере со времени волны старообрядческой эмиграции в XVII веке.
Численность и доля русских значительно выросли в советский период, и, по данным переписи 1989 года, русские составляли 9,4 % населения в Литве, 30 % в Эстонии, 34,0 % в Латвии, будучи крупнейшим национальным меньшинством во всех трёх республиках.
После обретения независимости Латвией, Литвой и Эстонией численность и доля русских в этих странах резко уменьшилась за счёт эмиграции, ассимиляции и естественной убыли, превышающей в процентном отношении естественную убыль титульного населения.
За исключением ряда граничащих с Россией и Белоруссией районов, русское население стран Балтии сосредоточено в городах.

## Политика
Доля русских среди граждан Латвии (19,6 % в 2017 г.) и Эстонии (12,9 % в 2000 г.) ниже их доли среди всего населения этих стран, поскольку гражданами в 1990-е годы были признаны лишь граждане довоенных Латвийской и Эстонской Республик, а также их потомки.
В Литве подавляющее большинство русских — граждане Литвы, в Латвии на 2017 г. 63,1 % русских — граждане Латвии, а 28,5 % — неграждане. В Эстонии значимы три группы: граждане Эстонии, граждане России и «лица с неустановленным гражданством» (апатриды) (по данным переписи 2000 г., соответственно 40,4 %, 20,9 % и 38,0 % русских жителей страны).
В разной степени в странах Балтии выражено деление партий на «русские» и «латышские/литовские/эстонские» по программным установкам и национальности членов, лидеров, сторонников.
В латвийском парламенте представлено поддерживаемое в основном русскими объединение Центр согласия. Также среди русских избирателей определённое влияние имеет Русский союз Латвии.
В Эстонии в 2003 г. «русская» Конституционная партия утратила представительство в парламенте. В 2022 году среди эстонских русских наиболее популярна Центристская партия, на втором месте - Консервативная партия. Ранее действовавшая Русская партия Эстонии присоединилась к Социал-демократической партии.
В литовском Сейме после выборов 2016 года была представлена партия «Русский альянс» (список выдвигался совместно с ИАПЛ-СХС). Утратил представительство Союз русских Литвы (участвовал в списке Партии труда). После выборов 2020 года в парламенте Литвы «русские партии» непредставлены. Партии «Русский альянс» и «Союз русских Литвы» были ликвидированы в 2021 и 2024 годах.

## Социальные особенности
Статистические данные в Латвии за период 1995—2004 показывали, что в этот период уровень безработицы среди русского населения был заметно выше, чем среди латышского (в дальнейшем статистика в разрезе национальностей продолжительное время не публиковалась, вновь публикуется с августа 2008 г.). Непропорционально высокая безработица среди русских отмечаются также в Литве и Эстонии, где среди них выше и число заключённых (в Латвии по сделанному в 2011 году заявлению министра юстиции Штокенбергса мониторинг заключённых по национальности не ведётся).

## Дискриминация
По мнению политолога В. М. Скринника, основными законами, определившими развитие стран Балтии, являются законы о гражданстве, государственном языке и иностранцах, которые дискриминируют русское население.
Дискриминация русских в странах Балтии как языкового меньшинства рассматривалась в постепенном сужении сферы применения русского языка, в то же время, по информации центра «Досье», языковая политика являлась частью стратегии России по влиянию на внутреннюю политику стран Балтии. Хотя русские и русскоязычные составляют значительную часть населения Эстонии и Латвии, они лишены права обращаться на русском языке во властные структуры, в том числе в местах компактного проживания, ограничены в возможности получения образования на русском языке, лишены права получать на нём официальную информацию.
В 2008 году Агентством Евросоюза по защите основных прав человека был проведён опрос в странах ЕС, согласно которому дискриминацию на расовой почве или в качестве иммигранта в Эстонии ощущали 59 % русских, в Латвии — 25 %, в Литве — 12 %.
По мнению ряда российских учёных (историка Виктора Шнирельмана, президента Российской ассоциации политических наук Михаила Ильина, политолога Сергея Маркова), в Латвии и Эстонии имеет место политическая дискриминация русских, большинство которых не получили гражданства этих стран и были исключены из политического процесса, а также проводится национализаторская политика в радикальных формах, напоминающих апартеид: «Латвия, Эстония — страны, где построен режим апартеида и одна треть населения не имеют гражданских прав только потому, что они русские». Финский учёный Йохан Бекман также полагает, что в Латвии и Эстонии проводится политика апартеида.
В то же время директор центра по правам человека Таллиннской школы права профессор Евгений Цыбуленко заявил: 

На институционном уровне в Эстонии в настоящий момент нет дискриминации. Что касается бытовой дискриминации, то в определённой степени она существует в любом государстве. Согласно социологическим исследованиям, в любой стране мира около 20 % населения является, в большей или меньшей степени, ксенофобами. Вероятно, Эстония не является исключением из этого правила. Однако, в случае бытовой дискриминации все жители Эстонии имеют равные права на судебную (и другую юридическую) защиту. При этом, в Европейском суде по правам человека не было ни одного дела от Эстонии относительно дискриминации … Видимо, разговоров о дискриминации в Эстонии гораздо больше, чем реальных фактов.
Позицию Е. Цибуленко подверг критике эстонский общественно-политический деятель, журналист Дмитрий Кленский, считающий, что Цыбуленко игнорирует «Третье мнение по Эстонии Консультативного комитета Рамочной конвенции Совета Европы о защите нацменьшинств», в котором «говорится о растущем разочаровании тем, что подавляющее большинство прежних рекомендаций Комитета так и не выполнены, и высказана „серьёзная озабоченность“ в связи с несоблюдением почти всех статей Рамочной Конвенции о защите прав нацменьшинств».
По мнению израильского историка Яцека Завалкова, в свете пророссийских протестов на Украине стало ясно, что снижение политического веса русскоязычного населения странах Балтии оказало положительное влияние на уровень государственной безопасности этих стран (что косвенно подтвердилось расследованием центра "Досье", раскрывшим (совместно с рядом прибалтийских СМИ) стратегию влияния российских властей на правительства этих стран, включавшую культурное, языковое и экономическое давление). Также приравнивание советской оккупации к немецкой с одновременным отказом от «героического советского прошлого» (в том числе разрушение и перенос советских памятников) привели к общей социальной и политической маргинализации возможной «пятой колонны» России в этих странах.

### Эстония
Численность русского населения Эстонии по данным 2023 года составляла 306 801 человек (22,46 % населения Эстонии).
В 2023 году 145 495 человек (47,42 %) русских проживало в Таллине, в столичном уезде Харьюмаа 173 526 человек (56,56 %), 94 835 человек (30,91 %) — в уезде Ида-Вирумаа; в Тарту проживало всего лишь 12 053 человека (3,93 %) от общего числа русских в Эстонии.
Результаты исследования, проведённого социологами в 2002 году, показали, что сравнительно высокая обеспеченность населения в Эстонии отражалась на всех сторонах жизни проживавших там русских: на одного члена семьи у подавляющего большинства русских (80 %) в Таллине приходилось больше 10 м², примерно треть русских семей в Таллине имели автомашины (35 %) и компьютеры (29 %). В целом, русские в Таллине практически не отставали по уровню обеспеченности от жителей Москвы.
Тем не менее, русские в Эстонии в 2002 году ощущали разнообразные формы государственного давления и находились в худшем, по сравнению с титульным населением, экономическом положении. Так, в течение многих лет безработица постоянно выше среди неэстонского населения Эстонии, по результатам 2009 года она составила 19 %, что было на 8 % выше аналогичного показателя среди эстонцев. В 2002 году подавляющее большинство русских в Таллине (85 %) считали, что в Эстонии должно было быть два государственных языка, 96 % отрицательно относились к эстонскому закону о гражданстве. Несмотря на интенсивность межличностных контактов с эстонцами, число национально-смешанных браков среди русской молодежи в 2002 году достигало лишь 11 % (практически такое же, как у старшего поколения). В 2008 году средняя продолжительность жизни русских была ниже, чем у эстонцев на 6 лет.
По мнению министра обороны Эстонии Яака Аавиксоо, однако, самой серьёзной проблемой, мешающей успешной интеграции русских в Эстонии, являлся низкий уровень знания языка, с которым молодые люди выпускались из школ. Более того, около трёх тысяч детей младше 15 лет, имеющих право получить эстонское гражданство в упрощённом порядке, не воспользовались этой возможностью. В 2008 году больше всего таких потенциальных граждан было в Таллине и Ида-Вирумаа.

### Латвия
Численность русского населения Латвии по состоянию на 2023 год составляла 445 612 человек (23,66 % населения Латвии).
По данным переписи населения Латвии 2021 года постоянное русское население Латвии составляет 24,49 % населения страны (463 587 чел.)
На начало 2011 г. русские составляли 27,4 % населения. Статистические данные в Латвии за период 1995—2004 гг. показывали, что в этот период уровень безработицы среди русского населения был заметно выше, чем среди латышского (в дальнейшем статистика в разрезе национальностей продолжительное время не публиковалась). Также отмечалось, что средний доход среди русского населения в среднем был ниже, чем у латышского, а доля лиц, занятых физическим трудом, выше.
В 2010-е годы депутат Сейма, бывший депутат Рижской думы, Игорь Пименов отмечал традиционную ксенофобию среди латышей с одной стороны и национальный нигилизм среди русских с другой.

### Литва
По оценкам проводимым на основе данных Регистра населения Литвы по состоянию на 2022 год доля русских в составе населения Литвы снизилась до 5,1 % (второе место после поляков доля которых составляла 6,6 %).
По результатам переписи населения Литвы 2001 года, русские (6,3 % населения) составляли 13 % бездомных в стране.